# Hoa hậu Hoàn vũ 1973
Hoa hậu Hoàn vũ 1973 là cuộc thi Hoa hậu Hoàn vũ lần thứ 21 được tổ chức tại Athens, Hy Lạp. Đây là lần đầu tiên Hoa hậu Hoàn vũ được tổ chức ở châu Âu, cũng như Đông Bán cầu. Cuộc thi có tổng cộng 61 thí sinh tham dự với chiến thắng thuộc về người đẹp Maria Margarita Moran, đến từ Philippines.

## Kết quả

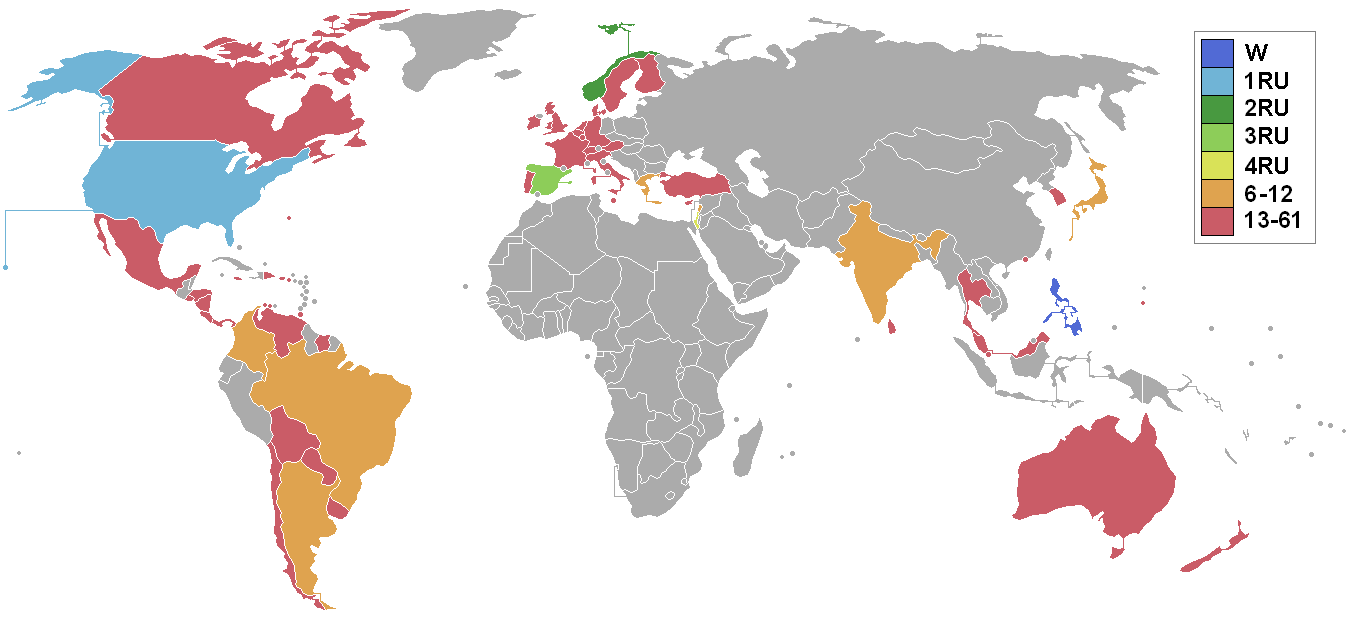
Các quốc gia tham gia Hoa hậu Hoàn vũ 1973 và kết quả

### Thứ hạng
| Kết quả              | Thí sinh |
| -------------------- | --- |
| Hoa hậu Hoàn vũ 1973 | - Philippines – Margarita Moran |
| Á hậu 1              | - Hoa Kỳ – Amanda Jones |
| Á hậu 2              | - Na Uy – Aina Walle |
| Á hậu 3              | - Tây Ban Nha – María del Rocío Martín Madrigal |
| Á hậu 4              | - Israel – Limor Schreibman |
| Top 12               | - Argentina – Susana Romero - Brazil – Sandra Mara Ferreira - Colombia – Ana Lucía Agudelo Correa - Hy Lạp – Sikta Vana Papadaki - Ấn Độ – Farzana Habib - Nhật Bản - Miyoko Sometani - Liban – Marcelle Herro |

### Thứ tự gọi tên
| 1. Ấn Độ 2. Argentina 3. Brazil 4. Philippines 5. Israel 6. Hoa Kỳ 7. Colombia 8. Nhật Bản 9. Tây Ban Nha 10. Liban 11. Hy Lạp 12. Na Uy | 1. Hoa Kỳ 2. Philippines 3. Na Uy 4. Israel 5. Tây Ban Nha |

## Các giải thưởng đặc biệt
| Giải thưởng                 | Thí sinh                                        |
| --------------------------- | ----------------------------------------------- |
| Hoa hậu Thân thiện          | - Chile – Jeanette Gwendalyn Robertson          |
| Hoa hậu Ảnh                 | - Philippines – Maria Margarita Moran Roxas     |
| Trang phục dân tộc đẹp nhất | - Tây Ban Nha – María del Rocío Martín Madrigal |

## Hội đồng giám khảo
| - Jean-Pierre Aumont - Manuel Benítez Pérez, El Cordobés - Horst Buchholz - Edilson Cid Varela - Walt Frazier - Apasra Hongsakula – Hoa hậu Hoàn vũ 1965 đến từ Thái Lan | - Herakles Mathiopoulos - Hanae Mori - Lynn Redgrave - Ginger Rogers - Earl Wilson |

## Thí sinh tham gia
| - Argentina - Susana Romero - Aruba - Monica Ethline Oduber - Úc - Susan Mainwaring - Áo - Roswitha Kobald - Bỉ - Christiane Devisch - Bermuda - Judy Richards - Bolivia - Roxana Sittic Harb - Brazil - Sandra Mara Ferreira - Canada - Deborah Anne Ducharme - Ceylon - Shiranthi Wickremesinghe - Chile - Jeanette Gwendalyn Robertson - Colombia - Ana Lucía Agudelo Correa - Costa Rica - María del Rosario Mora Badilla - Curaçao - Ingerborg Zielinski - Síp - Johanna Melaniodos - Đan Mạch - Anette Grankvist - Cộng hòa Dominica - Lili Fernández González - El Salvador - Gloria Ivete Romero - Anh - Veronica Ann Cross - Phần Lan - Raija Kaarina Stark - Pháp - Nadia Isabelle Krumacker - Đức - Dagmar Wöhrl\|Dagmar-Gabrielle Winkler - Hy Lạp - Sikta Vana Papadaki - Guam - Beatrice Benito - Hà Lan - Monique Borgeld - Honduras - Nelly Suyapa González Mármol - Hồng Kông - Tôn Vịnh Ân - Ấn Độ - Farzana Habib - Ireland - Pauline Fitzsimons - Israel - Limor Schreibman - Ý - Antonella Barci | - Jamaica - Reta Faye Chambers - Nhật Bản - Miyoko Sometani - Hàn Quốc - Kim Young-joo - Liban - Marcelle Herro † - Luxembourg - Lydia Maes - Malaysia - Margaret Loo Tai-Tai - Malta - Marthese Vigar - Mexico - Rossana Villares Moreno - New Zealand - Pamela King - Nicaragua - Ana Cecilia Saravia Lanzas - Na Uy - Aina Walle - Panama - Jeanine Lizuaín - Paraguay - Teresita María Cano - Philippines - Margarita Moran - Bồ Đào Nha - Carla Barros - Puerto Rico - Gladys Vanessa Colón Díaz - Scotland - Caroline Meade - Singapore - Debra Josephine de Souza - Tây Ban Nha - María del Rocío Martín Madrigal - Suriname - Yvonne Ma Ajong - Thụy Điển - Monica Sundin - Thụy Sĩ - Barbara Schöttli - Thái Lan - Kanok-orn Bunma - Trinidad và Tobago - Camella King - Thổ Nhĩ Kỳ - Yildiz Arhan - Uruguay - Yolanda Ferrari - Hoa Kỳ - Amanda Jones - Venezuela - Desire Rolando - Quần đảo Virgin (Mỹ) - Cindy Richards - Wales - Deirdre Jennifer Greenland |

## Chú ý

### Lần đầu tham gia
- Síp

### Trở lại
- Lần cuối tham gia vào năm 1970:
  -  Ceylon
- Lần cuối tham gia vào năm 1971:
  -  Liban
  -  Nicaragua
  -  Panama
  -  Trinidad và Tobago

### Bỏ cuộc
- Bahamas
- Ecuador
- Iceland
- Iraq
- Peru
- Zaire